# Liste der Gebirge in China
Dies ist eine Liste chinesischer Gebirge. Einer üblichen Praxis folgend, wurden bei der Pinyin-Schreibung lediglich aus zwei Silben bestehende Wörter zu einem zusammengezogen (z. B. die korrekte Schreibung Tian-Schan zu Tianshan bzw. Tianshan-Gebirge). Mit Abkürzungen ist ihre Verlaufsrichtung angegeben (W-O = von West nach Ost usw.).
- Altai (Altai-Gebirge) 阿尔泰山脉 (NW-SO) Grenzgebiet China, Mongolei, Kasachstan und Russland
- Changbai-Gebirge 长白山脉 (NO-SW) Ost-Liaoning, Jilin und Heilongjiang
- Daba Shan (Daba-Gebirge) 大巴山 (Sichuan, Shaanxi, Hubei)
- Großes Hinggan-Gebirge 大兴安岭山脉 (NO-SW), zwischen Plateau der Inneren Mongolei und der Nordostchinesischen Ebene
- Helan-Gebirge 贺兰山 (N-S), Autonomes Gebiet Ningxia der Hui-Nationalität
- Hengduan Shan (Hengduan-Gebirge) 横断山脉 (N-S) Sichuan, Yunnan und Tibet
- Himalaya 喜马拉雅山脉 (W-O)
- Kunlun (Kunlun-Gebirge) 昆仑山脉 (W-O), zwischen Qinghai, Xinjiang und Tibet
- Liupan Shan (Liupan-Gebirge) 六盘山 (N-S) Süd-Ningxia und Ost-Gansu
- Nan Ling (Nanling-Gebirge) 南岭 (W-O) Grenzgebiet von Hunan, Jiangxi, Guangdong und Guangxi
- Qilian Shan (Qilian-Gebirge) 祁连山脉 (NW-SO) zwischen Gansu und Qinghai
- Qin Ling (Qinling-Gebirge) 秦岭山脉 (W-O), Zentralchina
- Qionglai Shan, Sichuan
- Taihangshan (Taihang-Gebirge) 太行山脉 (NO-SW) zwischen Lößplateau und Nordchinesischer Ebene
- Tian Shan (Tian-Shan-Gebirge) 天山山脉 (W-O), Xinjiang
- Wu Shan (Wushan-Gebirge) 巫山山脉 (NO-SW) zwischen Sichuan und Hubei
- Wuyi-Gebirge 武夷山脉 (NO-SW) Grenzgebiet Fujian und Jiangxi
- Xuefeng Shan (Xuefeng-Gebirge) 雪峰山脉 (NO-SW) West-Hunan
- Yin Shan (Yinshan-Gebirge) 阴山山脉 (W-O), Mitte des Plateaus der Inneren Mongolei